# 挪威护照
挪威护照（挪威語：norsk pass），是颁发给挪威国民用于国际旅行的护照。除了作为挪威公民身份的认证之外，还有助于获得挪威驻外机构的官员（或在挪威驻外机构官员缺席的情况下由北欧国家驻外机构作为临时代理）的外交协助。
挪威护照与挪威身份证一起，均享受公民权利指令待遇，被准许在任何欧洲自由贸易联盟与欧洲经济区国家进行活动。这是因为挪威是欧洲自由贸易联盟的成员国，同时亦是欧洲经济区成员国以及申根区的一部分。由于北欧护照联盟的存在，所以北歐五國在旅行时无需任何身份证件。

## 护照类别
挪威共发放七种类型的护照以及旅行证件，其中包括：
- 普通护照：颁发给所有挪威公民。其封面为红色。发给成人的护照有效期为10年。
- 紧急护照：其封面为白色。
- 外交护照：其封面为绿松石色。
- 公务护照：其封面为绿松石色。
- 特殊护照：其封面为绿松石色。
- 移民护照：颁发给虽然没有挪威公民身份，但拥有挪威居留证，且无法从其公民身份国获得护照的人。其封面为灰色，持有者不得持该护照前往其公民身份国。
  - 单程移民护照：颁发给虽然没有挪威公民身份，但拥有挪威居留证，且无法在有效时间内从其公民身份国获取护照旅行的人。其封面为灰色，然而只有一次有效期。
- 难民旅行证： 颁发给在挪威获得庇护权的人，其封面为蓝色。

## 新护照
挪威警察总署与国家刑事调查局（打击有组织犯罪以及其它严重犯罪的国家机构）曾发起一个针对新护照、身份证以及旅行证件的设计竞赛。最终，竞赛的获胜者是来自奥斯陆的一家平面设计公司设计的名为“挪威景观”（英語：The Norwegian Landscape）的设计稿。
新版护照曾经预计于2016年发行，此次竞争的目的是为了设计具有高质量标准的证件，同时亦能满足其使用目的以及功能。此外，设计新护照亦旨在提高挪威护照、身份证以及旅行证件的安全性。
2016年宣布将新护照的发布推迟至2018年。2019年8月又宣布将护照的发布推迟至2020年10月。最终，新护照于2020年10月19日正式推出。

### 国民身份证
国民身份证于2020年11月30日发布。作为护照的替代型证件，挪威公民有权使用有效的国民身份证在欧洲自由贸易联盟和欧洲经济区内自由迁徙。

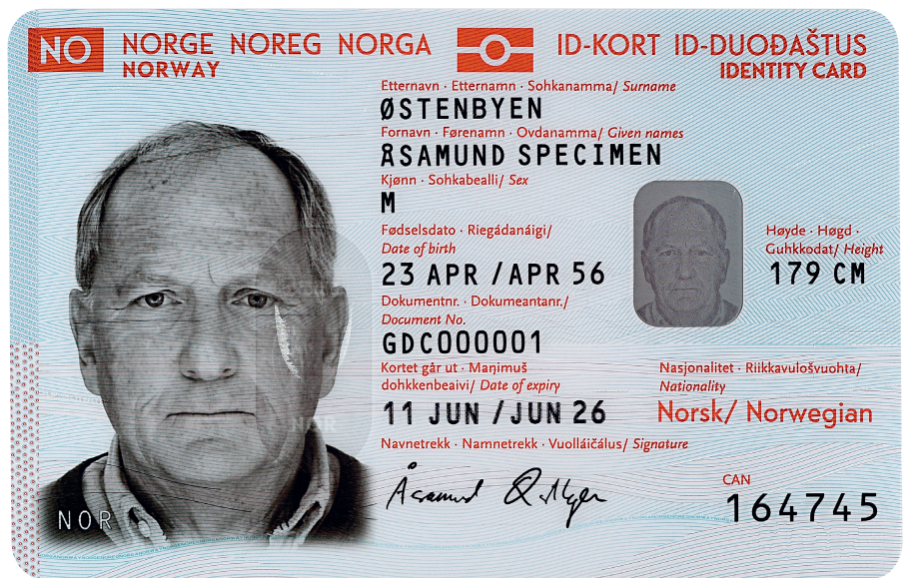
挪威国民身份证的正面照

此外，直至2021年10月1日，此国民身份证可作为旅行证件前往英国。同时可前往欧洲微型国家、巴尔干国家、法国海外领土、蒙特塞拉特岛（最长14天）以及随旅游团前往突尼斯。

## 身份识别要求
申请是由护照办公室或大使馆进行。在申请时，需要确认申请人的身份。这可以通过以下方式来完成：
- 出示有效的挪威护照或有效的挪威身份证
- 出示挪威公民身份的批准证件

当申请人提供的信息文件与其本人一致时，就代表身份认证已通过。

## 持照人签证要求

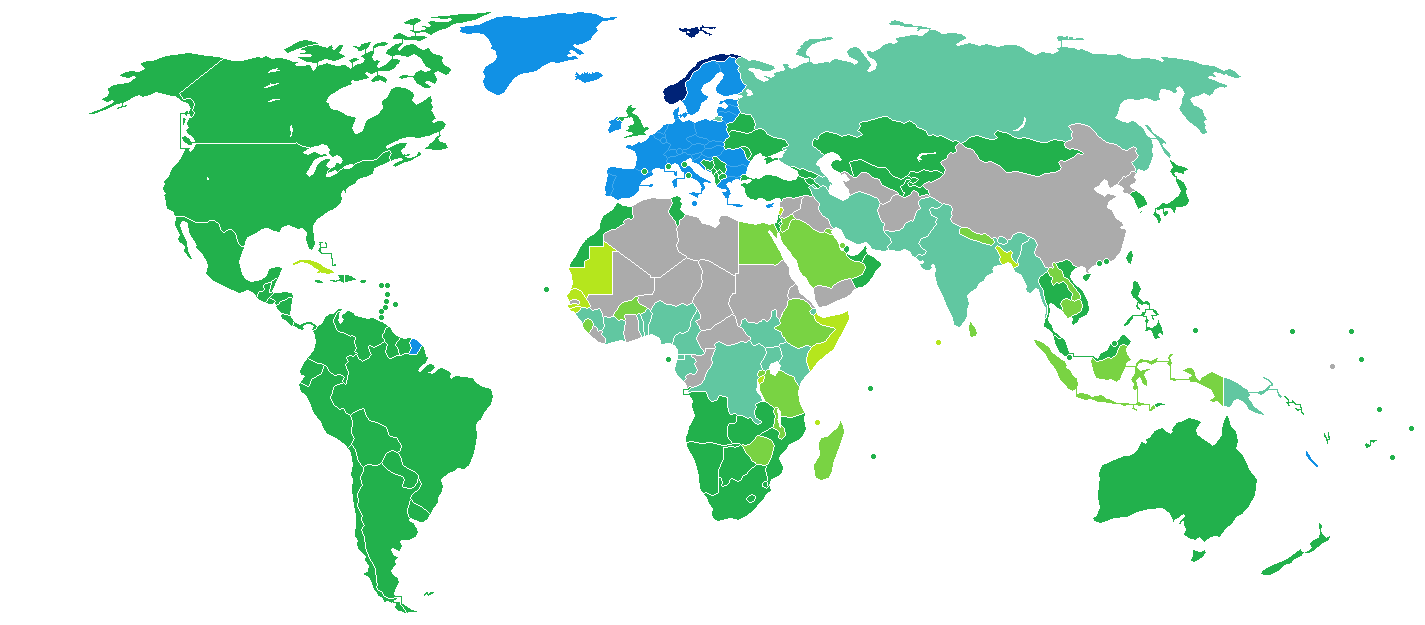
挪威公民的签证要求
挪威
自由迁徙/居住
免签证
落地签证
电子签证
落地/电子签证
需要签证

对挪威公民的签证要求是其他国家对挪威公民的入境限制。根据2025年1月8日发布的亨利护照指数，挪威护照可免签证、落地签证或电子签证入境191个国家和地区，位居世界第4，与奥地利、丹麦、爱尔兰、卢森堡、荷兰、瑞典护照并列。
作为欧洲自由贸易联盟（EFTA）的成员国，挪威公民根据EFTA公约享有在其他EFTA国家迁徙和工作的自由的权利。此外，由于挪威是欧洲经济区（EEA）的成员国，挪威公民也享有在所有EEA成员国内的迁徙自由的权利。欧洲经济区的公民权利指令规定了欧洲经济区公民拥有自由迁徙的权利，所有欧洲自由贸易联盟和欧盟的公民不仅互免签证，而且在法律上允许其它成员国公民无条件自由旅行或迁徙。